# Dmitri Vénévitinov
Dmitri Vladimirovitch Vénévitinov (en russe Дми́трий Влади́мирович Веневи́тинов), né le 14 septembre 1805 à Moscou, et mort le 15 mars 1827 à Moscou, est un auteur, traducteur et philosophe romantique russe qui fut secrétaire de la Société de l'amour de la sagesse (1823-1825) présidée par le prince Odoïevski. Inspiré par la métaphysique idéaliste de Goethe et Schiller, il a traduit leurs ouvrages en russe.